# Morti nel 1313
| Questa pagina contiene informazioni ricavate automaticamente dalle voci biografiche con l'ausilio del template Bio e di un bot. L'aggiornamento è periodico e automatico e ricostruisce completamente la pagina. Se manca una persona in questa lista, sei pregato di non aggiungerla, ma accertati piuttosto che la sua voce biografica contenga il template Bio e che i dati anagrafici siano correttamente compilati. Se il template Bio manca, inseriscilo tu stesso o, in alternativa, metti l'avviso {{tmp\|Bio}} che ne segnala la mancanza. Se i dati riportati sono sbagliati, correggi direttamente la voce biografica; le modifiche saranno visibili in questa lista entro pochi giorni. Per chiarimenti vedi il progetto biografie. La lista contiene solo le 22 persone che sono citate nell'enciclopedia e per le quali è stato implementato correttamente il template Bio. Pagina aggiornata al 13 gen 2025. |

- 10 febbraio - John Hastings, I barone Hastings, nobile inglese (n. 1262)
- 11 aprile - Guglielmo di Nogaret, giurista francese (n. 1260)
- 20 aprile - Boleslao II di Masovia, nobile polacco
- 22 aprile - Bernardino da Polenta, condottiero italiano
- 11 maggio - Robert Winchelsey, arcivescovo cattolico e teologo inglese
- 19 agosto - Angelo di Acquapagana, religioso italiano (n. 1261)
- 22 agosto - Jean Le Moine, vescovo e cardinale francese
- 24 agosto - Enrico VII di Lussemburgo, sovrano (n. 1275)
- 1º settembre - Emerico di Quart, vescovo cattolico italiano
- 14 settembre - Notburga di Eben, santa austriaca (n. 1265)
- 29 settembre - Imagina di Isenburg-Limburg, sovrana tedesca
- 28 ottobre - Elisabetta di Tirolo-Gorizia, regina
- 18 novembre - Costanza del Portogallo, regina (n. 1290)
- 14 dicembre - Arnaud de Canteloup, cardinale e arcivescovo cattolico francese
- Meo Abbracciavacca, poeta italiano
- Giorgio VI di Georgia, re
- Giovanni di Svevia, nobile tedesco
- Ildebrandino Guidi di Romena, vescovo cattolico italiano
- Alessandro della Spina, religioso e inventore italiano
- Hugo von Trimberg, poeta e filosofo tedesco (n. 1230)
- Guglielmo d'Accursio, giurista italiano (n. 1246)
- Cecilia di Rodez, nobile francese (n. 1272)